# Водные ресурсы

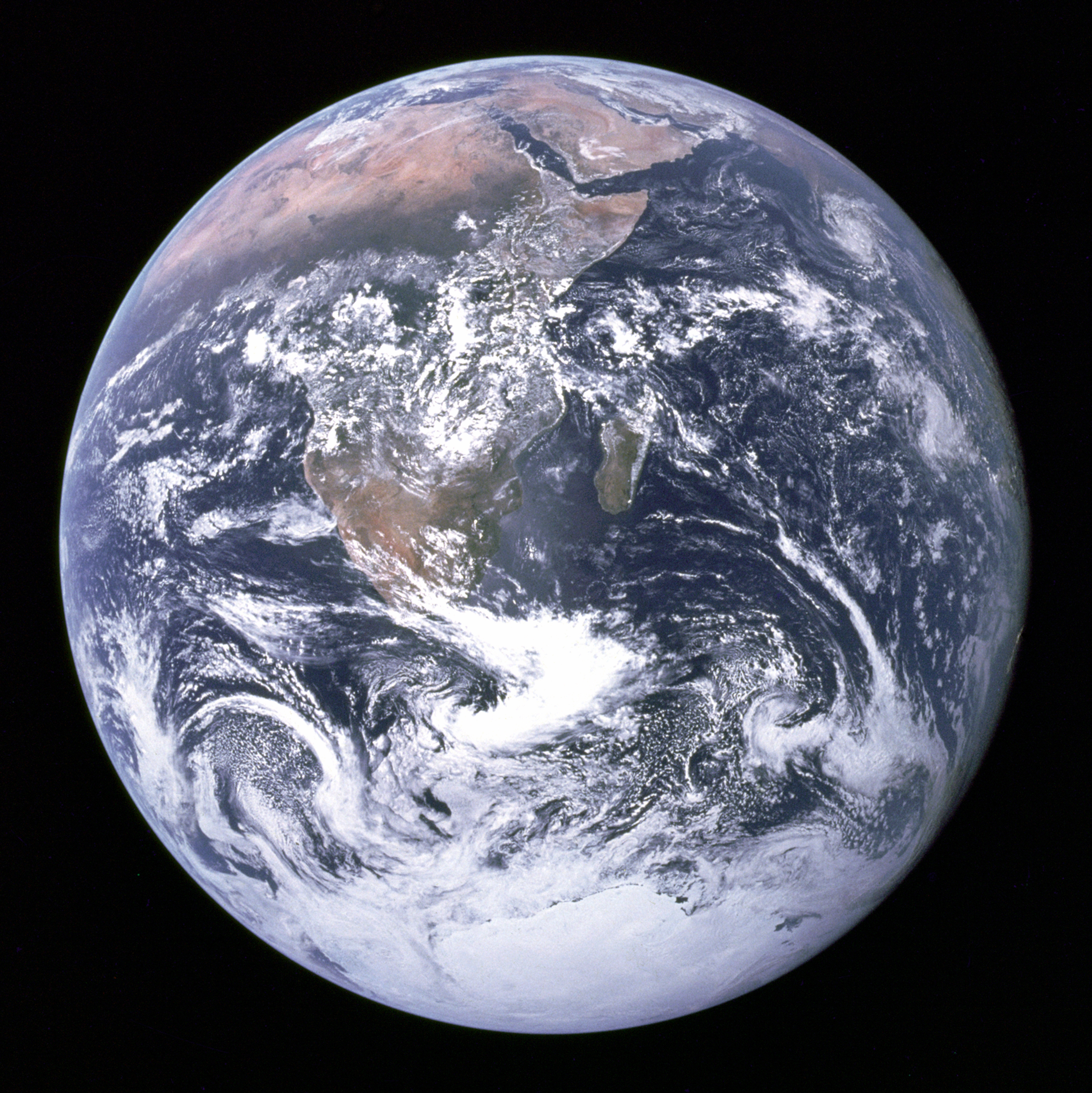
3/4 поверхности Земли покрыты водой

Во́дные ресу́рсы — это запасы пресной воды на планете, к которым относятся поверхностные и подземные воды. В более широком смысле — во́ды в жидком, твёрдом и газообразном состоянии и их распределение на Земле.
Водные ресурсы — это все воды гидросферы, то есть воды рек, озёр, каналов, водохранилищ, морей и океанов, подземные воды, почвенная влага, вода (льды) горных и полярных ледников, водяные пары атмосферы.
Общий объём (единовременный запас) водных ресурсов составляет 1390 млн км³, из них около 1340 млн км³ — воды Мирового океана. Менее 3 % составляют пресные воды, из них технически доступны для использования всего 0,3 %. Водные ресурсы считаются возобновляемыми, хотя до сих пор неясно, с какой скоростью водные ресурсы возобновляются после использования и как сильно их нехватка угрожает экосистеме Земли. Существуют также технологии по опреснению солёных морских вод.

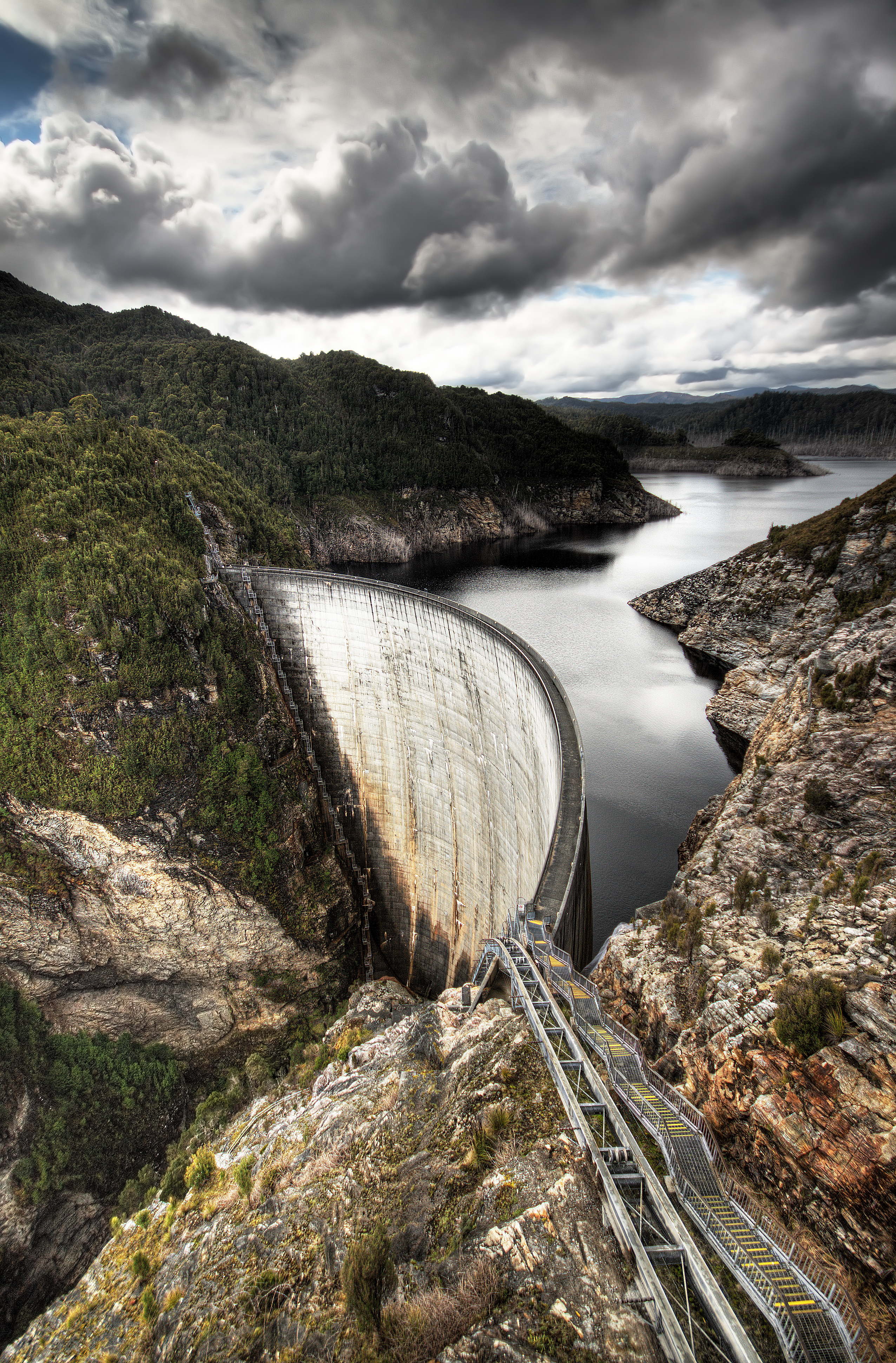
Водохранилище Гордон в Австралии

Наибольшие запасы пресной воды в мире имеют такие страны, как Россия, Канада и Бразилия.
Ежегодно 22 марта по решению ООН отмечается Всемирный день водных ресурсов.

## Источники пресной воды

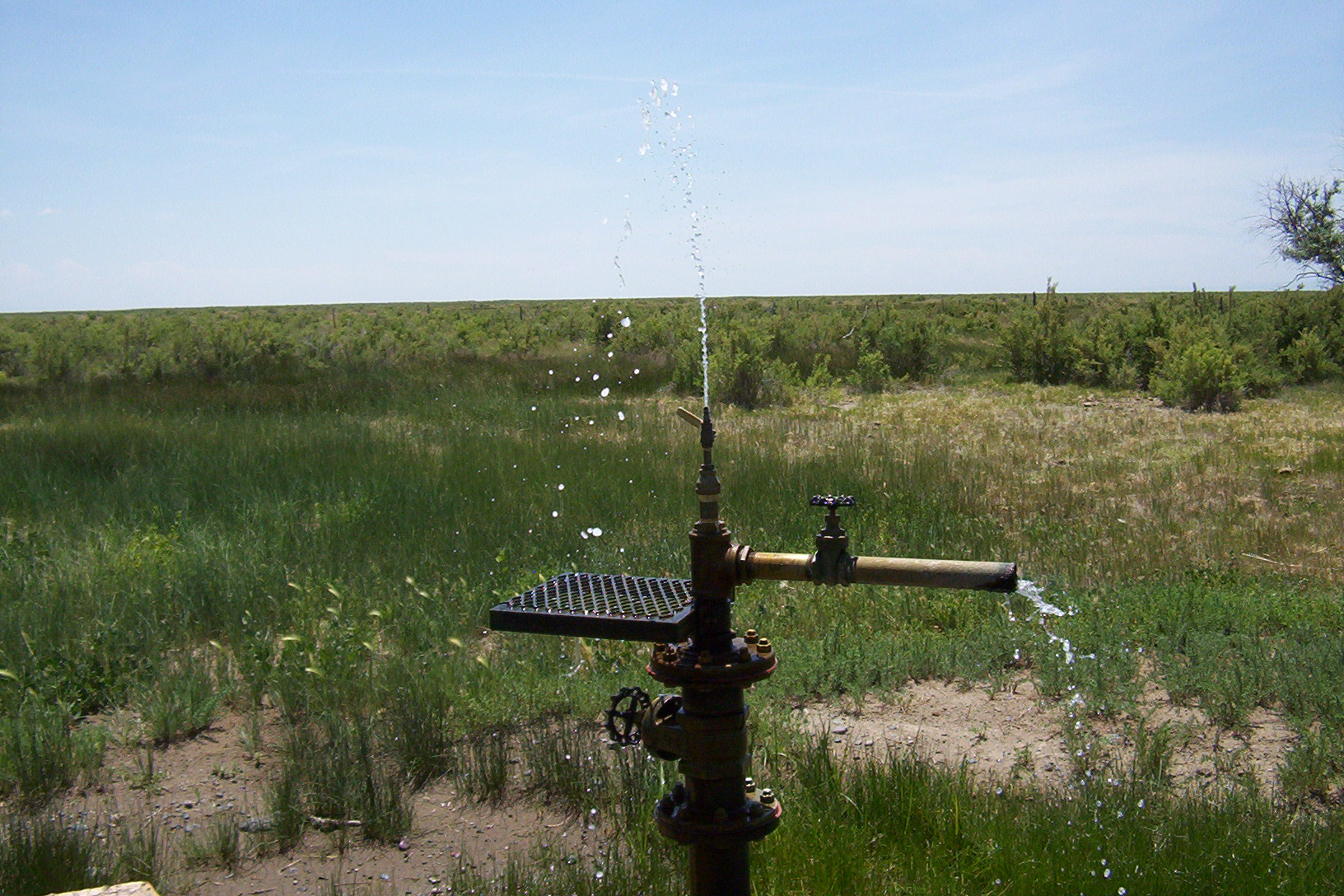
Артезианская скважина в Колорадо

## Потребление воды

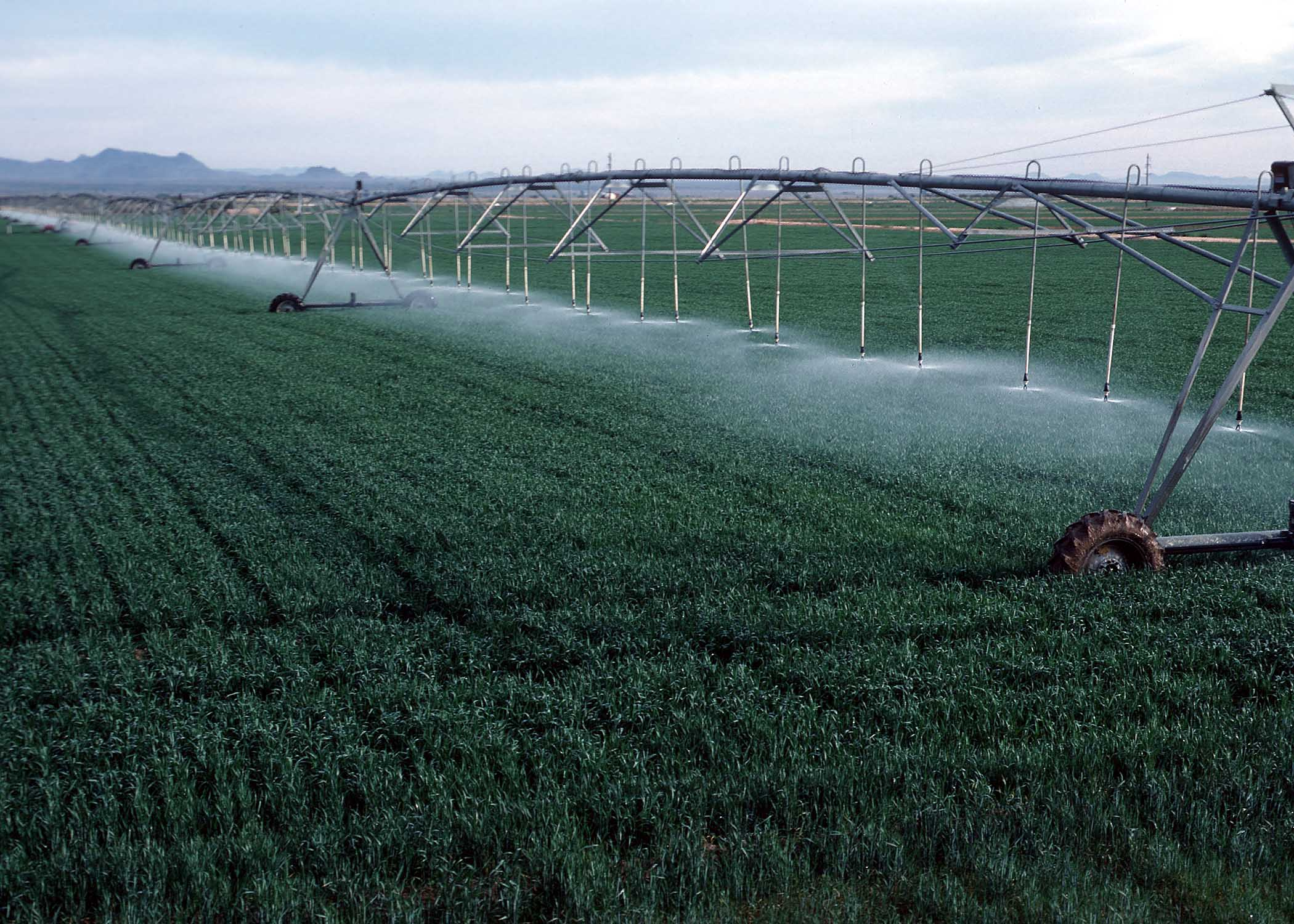
Орошение пшеницы в Аризоне